# Bölöny Bálint
Kémeri Bölöny Bálint (Tasnádszántó, 1857. július 24. – Szilágysomlyó, 1942. január 29.) magyar jogász, elbeszélő, író, rendőrfőkapitány.

## Életútja
Kolozsvárt végzett jogot. Egykorú vidéki lapok közölték anekdotikus elbeszéléseit a vármegyei élet figuráiról.

## Munkái
- Történetek (Szilágysomlyó, 1905)
- Régi nóták (Szilágysomlyó, 1930)